# Греція на зимових Паралімпійських іграх 2006
Греція на зимових Паралімпійських іграх 2006 у Турині, Італія, була представлена 1 спортсменом Іоаннісом Влахосом в 1 виді спорту — гірськолижному спорті.